# オウ・チュウ
オウ・チュウ（王翀、WANG Chong、ワン・チョン）は、中国の舞台演出家で、薪伝実験劇団の主宰者。

## 人物
1981年北京に生まれる。北京大学で法学を学んだ後、ハワイ大学、カリフォルニア大学とニューヨークで演劇を学んだ。師匠は林兆華とロバート・ウィルソンだった。オウ・チュウは数多くのポストモダンの名作を翻訳し、演出した。現在では、中国ポストドラマ演劇の最も重要な演出家とみなされている。
また、中国、香港、台湾、韓国、日本、アメリカ、カナダ、イギリス、フランス、オランダ、ノルウェー、オーストラリアなどで巡回公演を行い、中国と世界のマスコミと学術界にも注目された。2008年に薪伝実験劇団を創立し、この劇団は一躍中国で最も活躍する芸術団体の一員となった。2012年初めて中国の作品に取り組み曹禺『雷雨』に基づく『雷雨2.0』を上演し成功させた。『雷雨2.0』はこの年新京報が選んだ中国小劇場演劇30年10選に入選した。2013年12月、1960年代の抗日映画『地雷戦』に基づく新作の『地雷戦 2.0』をFestival/Tokyoで上演し同アワードを受賞した。2015年12月から2016年1月にかけて約二ヶ月間セゾン文化財団の招きで日本に滞在し、日本演劇事情を視察した。2020年4月5日、6日には、新型肺炎であらゆる劇場が閉鎖されている情況を逆に利用し、北京・武漢・広州・大同をネットで結ぶ『ゴドーを待ちながら』を上演（上映）した。

## 公演履歴
| 題名                                    | 作家                           | 初演時間               | 巡回公演履歴                                         |
| --------------------------------------- | ------------------------------ | ---------------------- | ---------------------------------------------------- |
| Constellations                          | Nick Payne                     | 2015, 中国語初演(予定) | 北京、上海                                           |
| 幽霊2.0                                 | ヘンリック・イプセン           | 2014, 初演             | ソウル、北京、上海、東京                             |
| 地雷戦2.0                               | オウ・チュウ                   | 2013, 初演             | 東京、杭州、北京、上海                               |
| 愛神                                    | 趙秉昊                         | 2013, 初演             | ニューヨーク                                         |
| Ibsen in One Take                       | Oda Fiskum                     | 2012, 初演             | 北京、ロッテルダム、広州、上海、オスロ、アデレード   |
| 海上花2.0                               | オウ・チュウ                   | 2012, 初演             | 上海                                                 |
| The Agony and the Ecstasy of Steve Jobs | Mike Daisey                    | 2012, 中国語初演       | 北京、上海、蘇州、無錫、太倉                         |
| 椅子2.0                                 | オウ・チュウ                   | 2012, 初演             | 利賀村、北京                                         |
| 雷雨2.0                                 | オウ・チュウ                   | 2012, 初演             | 北京、台北                                           |
| Central Park West                       | ウディ・アレン                 | 2011, 中国語初演       | 北京、深圳、杭州、鄭州、長沙、寧波、上海、台北、天津 |
| ハムレット・マシーン                    | ハイナー・ミュラー             | 2010, 中国初演         | 北京、杭州、アヴィニヨン                             |
| 京具                                    | なし                           | 2010, 初演             | 北京、上海                                           |
| 渇望                                    | サラ・ケイン                   | 2009, 中国初演         | 北京                                                 |
| Self-accusation                         | ペーター・ハントケ             | 2009, 中国初演         | 北京、香港、深圳、上海、ロンドン                     |
| ヴァギナ・モノローグス                  | イヴ・エンスラー               | 2009, 中国初演         | 北京、上海、深圳、長沙、杭州                         |
| e-Station                               | なし                           | 2008, 初演             | 北京、ニューヨーク、ケベック、エディンバラ、上海     |
| アラビアの夜                            | ローラント・シンメルプフェニヒ | 2007, 中国語初演       | 北京                                                 |
| ハムレット主義                          | ウィリアム・シェイクスピア     | 2006, 初演             | ホノルル、北京                                       |